# 有馬正文
有馬 正文（ありま まさふみ、1895年（明治28年）9月25日 - 1944年（昭和19年）10月15日）は、日本の海軍軍人。最終階級は海軍中将。

## 経歴
1895年9月25日、鹿児島県日置郡中伊集院村（現日置市伊集院地域）に生まれる。1902年4月1日、鹿児島県立師範学校附属尋常小学校入学。1906年（明治39年）4月1日、伊集院村立伊集院尋常高等小学校入学。1908年（明治41年）4月1日、鹿児島県立第一鹿児島中学校入学。1912年（大正元年）8月31日、鹿児島県立第一鹿児島中学校の5年次に中途退学。9月9日、海軍兵学校第43期入校。入校時成績順位は100名中第51位。同期生の高木惣吉を終始兄のように慕い、有馬の長女百合子の結婚（相手は後に第9代海上幕僚長となる石田捨雄）では、高木夫妻を半ば強引に口説き落とし仲人を依頼した。
1915年12月16日、96名中第33位の成績で卒業、任 海軍少尉候補生。装甲巡洋艦「磐手」乗組となり練習艦隊近海航海に出発。1916年（大正5年）4月3日帰着。4月20日練習艦隊遠洋航海に出発。8月22日帰着。8月23日、戦艦「敷島」乗組。12月1日、海軍少尉。
1917年（大正6年）9月10日、装甲巡洋艦「磐手」乗組。少尉候補生指導官附。11月24日、練習艦隊近海航海に出発。1918年（大正7年）2月8日帰着。3月2日、練習艦隊遠洋航海出発。7月6日帰着。11月1日、3等駆逐艦「卯月」乗組。12月1日、海軍中尉。1919年（大正8年）1月18日、戦艦「周防」乗組。12月1日、海軍水雷学校普通科学生。
1920年（大正9年）5月31日、海軍砲術学校普通科学生。同年10月7日、遠矢文子と結婚。12月1日、巡洋戦艦「金剛」分隊長心得。1921年（大正10年）12月1日、海軍大尉昇進、海軍砲術学校高等科第21期学生。1922年（大正11年）11月30日、海軍砲術学校高等科修了。12月1日、2等駆逐艦「葦」乗組。
1923年（大正12年）12月1日、1等海防艦「出雲」分隊長。
1924年（大正13年）夏、海軍兵学校第52期生が実務練習のため「出雲」に乗艦する。有馬は第一分隊長として少尉候補生達を監督する。源田実（当時、少尉候補生）は有馬について「誠心誠意であると共に、非常な気魄に充ちた人であった」「海軍で私が範とした一人」と回想。遠洋航海終了時のはなむけの言葉は「他人のために酒を呑むな」であり、源田に強烈な印象を残した。
1925年（大正14年）4月15日、巡洋戦艦「比叡」分隊長。1926年（大正15年）12月1日、海軍大学校甲種第26期学生。1927年（昭和2年）12月1日、海軍少佐。1928年（昭和3年）12月6日、海軍大学校甲種卒業、卒業時成績順位22名中第11位。12月10日、巡洋戦艦「榛名」副砲長兼分隊長。1929年（昭和4年）9月5日、佐世保鎮守府司令部砲術参謀。1931年（昭和6年）8月20日、海防艦「浅間」砲術長。1932年（昭和7年）11月15日、第3戦隊参謀。
1933年（昭和8年）5月20日、第7戦隊参謀。11月15日、海軍中佐。1934年（昭和9年）11月15日、海軍大学校教官。12月15日、兼海軍経理学校教官。この頃、教え子に源田実がいた。
1937年（昭和12年）7月11日、第10戦隊参謀。7月29日に通州事件が生起、中国大陸情勢は緊迫する。8月上旬、有馬は源田実少佐（第二連合航空参謀）と共に青島市を現地偵察する。
10月20日第14戦隊参謀。12月1日、海軍大佐に昇進すると同時に、特設水上機母艦「神川丸」艦長となった。1938年（昭和13年）1月、僚艦「神威」とともに、南支方面へ移動し、2隻の水上機隊は軍用列車や船艇を繰り返し爆撃して多大な戦果を挙げた。この事で、有馬は航空兵力の有効性を知り、航空士官へ転属。以後、9月1日佐世保海軍航空隊司令、12月15日木更津海軍航空隊司令、1939年（昭和14年）11月15日横浜海軍航空隊司令を歴任。

### 太平洋戦争
1941年（昭和16年）4月17日、横須賀海軍航空隊副長兼教頭。1941年12月8日、真珠湾攻撃により太平洋戦争勃発。1942年（昭和17年）5月10日、横須賀鎮守府附。

#### 翔鶴艦長
1942年（昭和17年）5月25日、翔鶴型航空母艦1番艦「翔鶴」艦長。航海中は艦橋公室やオフィスを使わず常に艦橋にあって、食事は畳一枚ほどの艦長休憩室でとっていた。兵や部下に対して「お疲れ様です」「お早う御座います」と丁寧な言葉遣いで接し、未だ帰還しない艦載機の為に艦の危険を顧みずサーチライトの照射を命じ自らも双眼鏡を抱えて艦橋を離れなかった、戦死した部下の家族に欠かさず自筆の手紙を書き送っていたという。
また短期現役士官の永田恒（当時、翔鶴主計長）を艦長室に招き、菓子や茶を交えながら雑談に興じたことがある。この時、有馬は中尉時代に共産主義にかぶれ海軍を辞めようとかと悩んだこと、その後は「日本人に赤（共産主義）は合わない、自由主義の方が良い」と判断を変えたと話す。さらに海軍軍人としての考えを語った。
7月14日、第三艦隊新編により、「翔鶴」は第三艦隊旗艦（兼第一航空戦隊旗艦）となる。第2次ソロモン海戦に参加。南太平洋海戦に参加。南太平洋海戦ではSBDドーントレス急降下爆撃機の攻撃により爆弾4発が命中。「翔鶴」は大破した。有馬艦長は第三艦隊司令長官南雲忠一中将に「本艦は高速で動けます。このまま進んでください。翔鶴がこのまま進んで敵の爆弾を吸収できたら、それだけ味方が助かるではありませんか。どうかこのまま進ませてください。」と「翔鶴」を囮にして敵機を引き寄せ、「瑞鶴」を中心とする残存兵力で米空母を壊滅させようと進言しているが、草鹿龍之介参謀長に「飛行甲板が大破した空母で戦えるのか」と一喝され、却下された。
1943年2月16日、海軍省航空本部教育部長。軍令部作戦部長中澤佑少将によれば、有馬は黒木剛一大佐とともに必死戦法の反対意見を述べたという。また航空本部内の佐官、尉官の役人的態度を苦々しく思う気持ちを小園安名中佐に吐露している。5月1日、海軍少将。1944年3月15日、海軍省航空本部出仕。4月1日、中部太平洋方面艦隊司令部附。

#### 第二十六航空戦隊司令官
1944年4月9日、第26航空戦隊司令官。
あ号作戦を前に第26航空戦隊司令官に就任し、フィリピン、ミンダナオ島ダバオに将旗を揚げたが、上級管理司令部たる第1航空艦隊が所在地テニアンで玉砕したため、一時期指揮系統が混乱するに至る。この時ダバオで有馬に面会した日辻常雄（空技廠飛行実験部）によれば、有馬は潜水艦の支援を受けた二式飛行艇によるパナマ運河空襲を計画していたという。
捷一号作戦を前に第1航空艦隊司令部は再建されフィリピン諸島防衛が任務とされたが、第26航空戦隊は第1航空艦隊が直接指揮する事になった。
10月、台湾沖航空戦発生。有馬少将は台湾沖航空戦で大本営からもたらされる大戦果の情報を信じておらず、従軍記者に対して「日本海軍航空隊の攻撃精神がいかに強烈であっても、もはや通常の手段で勝利を収めるのは不可能である。特攻採用するのはパイロットたちの士気が高い今である」と述べた。1944年10月15日に、幹部を集め、「これからは敵空母を沈めるためには、体当たり攻撃が必要です。そのためには若い士官や兵隊だけを死なせるわけにはいきません」と特攻を行うなら上級指揮官が搭乗すべきだと、志願者を募ったが集まった幹部は誰一人名乗りを上げなかった。するとそれまでの温厚な口調を一転し、「誰もおらんのか！よし、それなら私が乗ろう」と怒鳴ると、参謀や副官が止めるのも聞かず司令自ら一式陸攻に搭乗した。自ら出撃したのは有馬少将が常日頃から「司令官以下全員が体当たりでいかねば駄目である」「戦争は老人から死ぬべきだ」と言っており、一身を犠牲にして手本を示そうとしたためと言われる。有馬少将は出撃時に軍服から少将の襟章を取り外し、双眼鏡に刻印されていた『司令官』という文字を削り取っており、元々生還する気はなかった。特攻できたのかどうかについては異論もあり、米軍の記録には有馬機による被害報告はない。また、有馬機が敵艦に突入したところを目撃した僚機もない。この体当たりは大西瀧治郎についで特攻開始に影響を与えた。クラーク基地で作戦中の陸軍第二飛行師団参謀の野々垣四郎中佐によれば「これは大きなショックを感じ、その後の特攻へ踏み切る動機となった」という。
1945年（昭和20年）1月7日、戦死公報を以って海軍中将に特別昇進。49歳没。墓所は鹿児島県日置市広済寺に所在。

## 年譜
- 1895年（明治28年）9月25日 - 鹿児島県日置郡伊集院村（現在の日置市）生
- 1902年（明治35年）4月1日 - 鹿児島県立師範学校附属尋常小学校入学
- 1906年（明治39年）4月1日 - 伊集院村立伊集院尋常高等小学校入学
- 1908年（明治41年）4月1日 - 鹿児島県立第一鹿児島中学校入学
- 1912年（大正元年）8月31日 - 鹿児島県立第一鹿児島中学校5年次中途退学
  - 9月9日 - 海軍兵学校入校 入校時成績順位100名中第51位
- 1915年（大正4年）12月16日 - 海軍兵学校卒業 卒業時成績順位96名中第33位・任 海軍少尉候補生・装甲巡洋艦「磐手」乗組・練習艦隊近海航海出発 佐世保-仁川-旅順-大連-鎮海-舞鶴-鳥羽方面巡航
- 1916年（大正5年）4月3日 - 帰着
  - 4月20日 - 練習艦隊遠洋航海出発 香港-シンガポール-フリーマントル-メルボルン-シドニー-ウェリントン-オークランド-ヤルート-ポナペ-トラック-父島方面巡航 
  - 8月22日 - 帰着
  - 8月23日 - 戦艦「敷島」乗組
  - 12月1日 - 任 海軍少尉
- 1917年（大正6年）9月10日 - 装甲巡洋艦「磐手」乗組 少尉候補生指導官附 
  - 11月24日 - 練習艦隊近海航海出発 徳山〜佐伯〜鹿児島〜佐世保〜上海〜青島〜旅順〜大連〜仁川〜鎮海湾〜釜山〜竹敷〜別府〜大阪〜鳥羽方面巡航
- 1918年（大正7年）2月8日 - 帰着
  - 3月2日 - 練習艦隊遠洋航海出発 サンフランシスコ〜ロスアンゼルス〜サンチャゴ〜マンサニーリョ〜アカプルコ〜パナマ〜ハワイ〜ヤルート〜トラック〜サイパン〜小笠原方面巡航 
  - 7月6日 - 帰着
  - 11月1日 - 3等駆逐艦「卯月」乗組
  - 12月1日 - 任 海軍中尉
- 1919年（大正8年）1月18日 - 戦艦「周防」乗組
  - 12月1日 - 海軍水雷学校普通科学生
- 1920年（大正9年）5月31日 - 海軍砲術学校普通科学生
  - 10月7日 - 遠矢文子と結婚
  - 12月1日 - 巡洋戦艦「金剛」分隊長心得
- 1921年（大正10年）12月1日 - 任 海軍大尉・海軍砲術学校高等科第21期学生
- 1922年（大正11年）11月30日 - 海軍砲術学校高等科修了
  - 12月1日 - 2等駆逐艦「葦」乗組
- 1923年（大正12年）12月1日 - 1等海防艦「出雲」分隊長
- 1925年（大正14年）4月15日 - 巡洋戦艦「比叡」分隊長
- 1926年（大正15年）12月1日 - 海軍大学校甲種第26期学生
- 1927年（昭和2年）12月1日 - 任 海軍少佐
- 1928年（昭和3年）12月6日 - 海軍大学校甲種卒業 卒業時成績順位22名中第11位
  - 12月10日 - 巡洋戦艦「榛名」副砲長兼分隊長
- 1929年（昭和4年）9月5日 - 佐世保鎮守府司令部砲術参謀
- 1931年（昭和6年）8月20日 - 海防艦「浅間」砲術長
- 1932年（昭和7年）11月15日 - 第3戦隊参謀
- 1933年（昭和8年）5月20日 - 第7戦隊参謀
  - 11月15日 - 任 海軍中佐
- 1934年（昭和9年）11月15日 - 海軍大学校教官
  - 12月15日 - 兼 海軍経理学校教官
- 1937年（昭和12年）7月11日 - 第10戦隊参謀
  - 10月20日 - 第14戦隊参謀
  - 12月1日 - 任 海軍大佐・特設水上機母艦「神川丸」艦長
- 1938年（昭和13年）9月1日 - 佐世保海軍航空隊司令
  - 12月15日 - 木更津海軍航空隊司令
- 1939年（昭和14年）11月15日 - 横浜海軍航空隊司令
- 1941年（昭和16年）4月17日 - 横須賀海軍航空隊副長兼教頭
- 1942年（昭和17年）5月10日 - 横須賀鎮守府附
  - 5月25日 - 航空母艦「翔鶴」艦長
- 1943年（昭和18年）2月16日 - 海軍省航空本部教育部長
  - 5月1日 - 任 海軍少将
- 1944年（昭和19年）3月15日 - 海軍省航空本部出仕
  - 4月1日 - 中部太平洋方面艦隊司令部附
  - 4月9日 - 第26航空戦隊司令官
  - 10月15日 - 戦死 享年49
- 1945年（昭和20年）1月7日 - 戦死公報を以って海軍中将に特別昇進

墓所は鹿児島県日置市広済寺に所在